# 希望の一滴 中村哲、アフガン最期の言葉
『希望の一滴　中村哲、最期の言葉』（きぼうのいってき なかむらてつ、さいごのことば）は、中村哲による日本の随筆。回想録。
第1部の「最期の言葉」は2018年から2019年の間に執筆され、西日本新聞社の朝刊に『アフガンの地で』として寄稿連載された。中村が凶弾に倒れたのは2019年12月4日の事である。

## 概要
中村哲はパキスタンのペシャワール・ミッション病院赴任後、パキスタン、アフガニスタンの僻地や難民キャンプでの診療にあたっていた。
2000年にアフガニスタンで大旱魃が発生し、農地の砂漠化が進む。飢餓に苦しみ村を捨て、都会にでてゆく住民や、痩せた土地でも育つケシの花の栽培に手を染める農民の姿を見て、心を痛めた中村は住民が生活の基盤を確保できるよう、農業のための井戸を掘り始める。そしてその数は2006年までに1600ヶ所を超える。
しかし、それだけでは農地の開墾面積に限度があり、後に地下水の枯渇を引き起こすことは目に見えていた。そしてなによりも、井戸の設置は鉄砲水による河川の氾濫などの根本的解決には結びつかない。そこで雪解け水の流入、集中豪雨などのたび鉄砲水を引き起こし氾濫するクナール川に用水路を建設し、川の水を溢水させること無く分散させ、貴重な水を無駄なく農業用水に転用させるための計画を立案する。(緑の大地計画)
日本とは違い治水に必要な水位のデータもなく、建築重機などの機材も技術者も不足している。そんななかで用水路の建設に採用されたのは、筑後川の山田堰、緑川の石出し水制、竜王の信玄堤、蛇篭工法などの日本古来の土木技術である。これらの工法は人力で治水工事が行われていた時代の工法で、補修が容易なことが特徴として挙げられる。
土石流対策を含めた難工事のすえ、クナール川から取水されたマルワリード用水路は、ガンベラ砂漠を貫き、総水路の長さは27kmを超える。PMS（平和医療団・日本）によると用水路の整備がもたらした肥沃な土地は1万6500haを超え、2020年現在で65万人の農民が就農、生活出来るスペースの確保を目指している。かつて”死の谷”と恐れられたガンベラ砂漠は生産緑地として生まれ変わろうとしている。